# Pondok Pucung (Pondok Aren)
Pondok Pucung is een bestuurslaag in het regentschap Tangerang Selatan van de provincie Banten, Indonesië. Pondok Pucung telt 29.750 inwoners (volkstelling 2010).